# Berrocal
Berrocal is een gemeente in de Spaanse provincie Huelva in de regio Andalusië met een oppervlakte van 126,00 km². Berrocal telt 331 inwoners (1 januari 2016).

## Demografische ontwikkeling
Bron: INE, 1857-2011: volkstellingen